# Prairie Home (Missouri)
Prairie Home – miasto w Stanach Zjednoczonych, w stanie Missouri, w hrabstwie Cooper.